# Biraj Maharjan
Biraj Maharjan (népalais : बिराज महर्जन), né le 18 septembre 1990 à Tripureshwar au Népal, est un footballeur international népalais. Il fait sa première apparition en faveur de l'équipe du Népal en 2008. Biraj est le capitaine et le quatrième joueur le plus capé de la sélection népalaise. 

## Biographie

### En club
Biraj Maharjan est un défenseur qui, après avoir été diplômé de l'ANFA Academy, rejoint le Three Star Club en 2007. En dépit d'être un défenseur, il marque 11 buts avec son club.

### En équipe nationale
Maharjan fait ses débuts avec l'équipe du Népal le 25 mars 2008, lors d'un match amical contre le Pakistan, à Pokhara, qui se solde par une victoire (2-1). Le 26 mars 2009, il inscrit son premier but en sélection, contre le Kirghizistan, lors des éliminatoires de la Coupe d'Asie 2011 (score : 1-1).
Le 31 août 2015, lors d'un match amical contre l'Inde, Maharjan honore sa cinquantième sélection.

## Palmarès
- Champion du Népal en 2013 et 2015 avec le Three Star Club